# Donnellia usambarica
Donnellia usambarica là một loài Rêu trong họ Sematophyllaceae. Loài này được (Broth. ex Paris) W.R. Buck mô tả khoa học đầu tiên năm 1988.